# Tonga történelme
Tonga történelme i. e. 4000 körül kezdődött, amikor a Polinéziát benépesítő népek letelepedtek ezeken a szigeteken is. A középkorban a tongaiak hatalmas tengeri birodalmat hoztak létre. A 17. századtól kezdődően egyre nőtt az európaiak befolyása.

## Korai történelem
A régészeti bizonyítékok alapján az első lakók a Tonga szigetekre mintegy 6000 évvel ezelőtt érkeztek Délkelet-Ázsiából. A polinéz emberek ezeket a szigeteket használták bázisul a Csendes-óceán keleti részének benépesítéséhez. A hosszú elszigeteltségnek köszönhetően a tongai kultúra és társadalom átalakult. Végül Tonga a Fidzsi-szigeteken és Szamoán kialakult birodalmak befolyása alá került. Végül, hosszú és véres háborúk után a tongaiak elnyerték függetlenségüket ezektől a birodalmaktól. 

## Tongai tengeri birodalom
950 körül, a függetlenség elnyerése után a tongaiak első királya, 'Aho'eitu megalapította a Tongai Birodalmat. A 12. századtól ez a tengeri birodalom kiterjesztette hatalmát a Csendes-óceán egy jelentős részére. A birodalom a hatalma csúcsán csaknem 3 millió négyzetkilométernyi vízfelületet ellenőrzött.  
A hatalom alapja a Birodalmi Haditengerészet volt. A flotta legnagyobb része négyzet alakú vitorlával hajtott kenukból állt (a legnagyobb kenu akár 100 embert is szállíthatott). A 15. század és a 17. század között több polgárháború is gyengítette a központi hatalmat. 

## Az európaiak érkezése
Az első európaiak a holland Willem Schouten és Jacob Le Maire felfedezők voltak, akik 1616 áprilisában érkeztek Tonga északi szigeteire. 1643. január 21-én a szintén holland Abel Tasman volt az első európai felfedező, aki a főszigetre lépett. James Cook látogatásai során (1773, 1774 és 1777) alatt megtörténtek az első konfliktusok a helyi lakosok és az európaiak között. 1797-től kezdődően a misszionáriusok fokozatosan áttérítették a helyieket a metodista és római katolikus hitre. 

## Újkori történelem

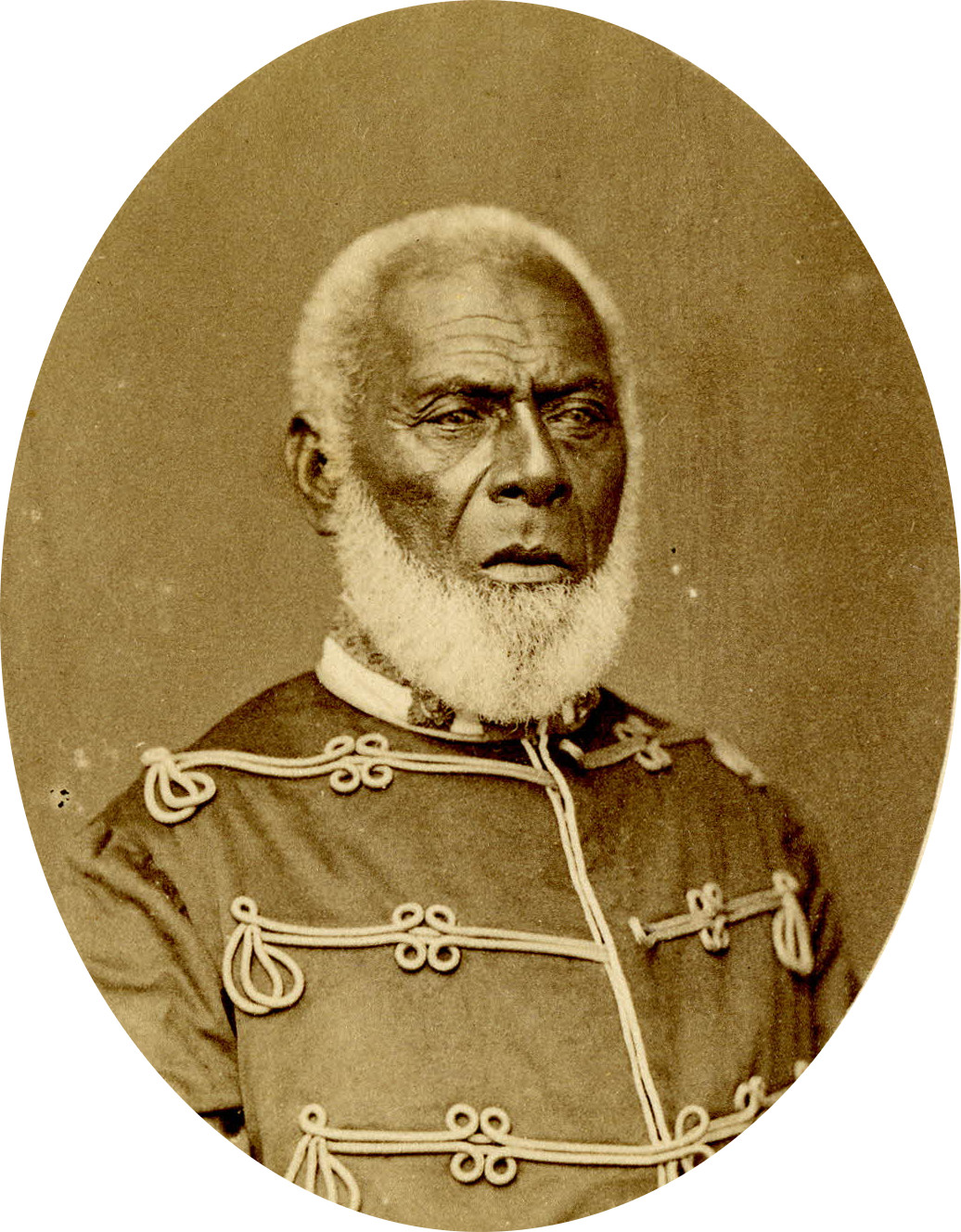
I. Tupou György király

1799-ben az ország élén álló 14. királyt meggyilkolták, amely után egy csaknem 50 éven át tartó polgárháború vette kezdetét. A helyzetet végül az 1845-ben hatalomra kerülő I. Tupou György király oldotta meg. 1875-ben az angol misszionárius, Shirley Baker segítségével a király az országot alkotmányos monarchiává nyilvánította. Tonga 1900. május 18-án brit védnökség lett. A védnökségi státusz 1970-ben szűnt meg, amikor Tonga csatlakozott a Nemzetközösséghez. 1999-ben az ENSZ is felvette tagjai sorába. 
Tonga egyedülálló a Csendes-óceánon abban a tekintetben, hogy soha nem került gyarmati sorba, mindvégig helyi vezetők irányították.

## Fordítás
- Ez a szócikk részben vagy egészben  a   History of Tonga című angol Wikipédia-szócikk fordításán alapul.  Az eredeti cikk szerkesztőit annak laptörténete sorolja fel. Ez a jelzés csupán a megfogalmazás eredetét és a szerzői jogokat jelzi, nem szolgál a cikkben szereplő információk forrásmegjelöléseként.